# Les Bons Vivants
Pour plus de détails, voir Fiche technique et Distribution.
Les Bons Vivants ou Un grand seigneur est un film en trois sketches de Gilles Grangier et Georges Lautner, sorti en 1965. Grangier réalise les deux premiers La Fermeture et Le Procès, et Lautner le troisième Les Bons Vivants.
Il évoque la fermeture d'une maison close suite à l'application de la loi du 13 avril 1946 de Marthe Richard, alors conseillère dans le 4e arrondissement de Paris.

## Résumé
Le film expose, avant chaque séquence, un petit texte d'introduction.
- 1er sketch : La Fermeture

« Où l'on voit la malédiction s'abattre sur une industrie millénaire – Du triste destin d'une main-d’œuvre hautement qualifiée que l'Europe nous enviait – Comment Monsieur Charles en vint à prédire la promotion sociale pour sa meilleure ouvrière – D'un cadeau qu'il lui fit pour marquer son estime. »

Monsieur Charles et Madame Blanche sont bien tristes : la maison close qu'ils tiennent va fermer et ils doivent dire adieu aux jolies filles, à tous leurs amis qui fréquentaient ce lieu. En guise d'adieu, les tenanciers offrent un cadeau à chacune des pensionnaires, mais Lucette est absente pour cause de deuil. L'enseigne de l'établissement (la lanterne) revient à cette pensionnaire si douée à laquelle Monsieur Charles prédit une belle ascension sociale.
- 2e sketch : Le Procès

« Où il est prouvé que le mérite trouve toujours sa récompense – D'un mauvais choix dans le butin fait par un casseur novice – Comment, en justice, une lanterne n'éclaire pas forcément les débats – La baronne se rebiffe. »

Deux petits truands ont dérobé chez une baronne quelques objets de valeur dont la lanterne, que Monsieur Charles avait donnée en guise de souvenir à la baronne, qui fut autrefois Lucette, l'ex-pensionnaire absente lors de la fermeture. Elle vient témoigner à leur procès.
- 3e sketch : Les Bons Vivants

« De quelle manière une bonne action fit passer Monsieur Léon du célibat morose à une riante vie de société – Comme quoi une maison emplie d'amis est un bienfait des dieux. Basses calomnies... La lumière éclate, éclairant le triomphe d'un cœur pur. »

Léon Haudepin, agent général d'assurances et adhérent d'un club de sport, va rencontrer sur son chemin Héloïse, elle aussi une ancienne pensionnaire de la maison close. Il la tire des griffes de l'inspecteur Grannu et, grâce à cette rencontre, va devenir riche et vivre des aventures désopilantes.

## Fiche technique
- Réalisation : Gilles Grangier, Georges Lautner
- Scénario : Albert Simonin, Michel Audiard
- Adaptation : Albert Simonin, Michel Audiard
- Dialogues : Michel Audiard
- Assistants réalisateurs : Jean Pourtalé, Claude Vital
- Images : Maurice Fellous, Robert Lefebvre
- Opérateurs : Louis Pastié, Gaston Muller
- Son : René Longuet, Pierre Calvet
- Décors : Paul-Louis Boutié, Robert Boudaloux
- Montage : Jacqueline Thiédot, assistée de Michèle David
- Musique : Michel Magne
- Ensemblier : Albert Volper, Robert Turlure
- Chargé de presse : Claude Le Gac
- Coiffure : Carita - Effets visuels : LAX
- Bijoux : Paulette Laubie
- Tournage dans les studios de Paris Studio Cinéma (Billancourt)
- Pellicule 35 mm, noir et blanc
- Tirage : Laboratoire Franay, LTC Saint-Cloud
- Production : Transier Films, Les Films Corona, Sabcro Films (franco-italienne)
- Directeur de production : Adeleine Crousset
- Genre : Comédie dramatique
- Date de sortie :
  - France : 28 octobre 1965

## Distribution
- Philippe Castelli : le narrateur (non crédité)

1er sketch : La Fermeture
- Bernard Blier : M. Charles, le tenancier de la maison close
- Dominique Davray: Mme Blanche, la tenancière
- Franck Villard : Marcel Froment, le tenancier de Toulon
- Mireille Darc : Héloïse, la fille enrhumée
- Aline Bertrand : Mme Pauline, la sous-maîtresse (non créditée)
- Micheline Luccioni : Carmen, une pensionnaire aux varices
- Michèle Bardollet : une pensionnaire
- Jacques Marin : l'acquéreur du mobilier
- Henri Virlogeux : le médecin
- Jean-Luc Bideau : le client suisse (non crédité)
- Jacques Legras : l'autre client suisse (non crédité)
- Yori Bertin : Colette, une pensionnaire
- Margarette : une pensionnaire
- Françoise Vatel : une pensionnaire
- Josy Guadel : une pensionnaire
- Catherine Samie : une pensionnaire

2e sketch : Le Procès
- Andréa Parisy : Baronne Seychelles du Hautpas, née Lucette Grannu
- Jean Lefebvre : Léonard Maburon
- Jean Carmet : Paulo, le complice de Léonard
- Pierre Bertin : le président du tribunal
- Bernard Blier : Charles Labergerie
- Franck Villard : Marcel Froment
- Aline Bertrand : Mme Pauline
- Yori Bertin : Colette (qui prend le chihuahua)
- Darry Cowl : l'avocat de la défense
- Bernard Dhéran : l'avocat général
- Albert Michel : le greffier
- Bernard Musson : un assesseur (non crédité)
- Adrien Cayla-Legrand : un brigadier (non crédité)
- Édouard Francomme : l'homme transportant des dossiers (non crédité)
- Josy Guadel : une ancienne pensionnaire

3e sketch : Les Bons Vivants
- Louis de Funès : Léon Haudepin
- Mireille Darc : Marie Truchet, dite Héloïse
- Jean Richard : Paul Arnaud, membre de l'amicale
- Bernadette Lafont : Sophie
- Andrée Tainsy : Germaine, la gouvernante de Léon
- Hubert Deschamps : le juge Hardouin, membre de l'amicale
- Gabriel Gobin : Maître Leproux, membre de l'amicale
- Albert Rémy : l'inspecteur de police Grannu
- Philippe Castelli : Mr Boudu, membre de l'amicale (non crédité)
- Jean-Pierre Moutier : l'adjoint de Léon Haudepin
- Guy Grosso : Gédéon, un souteneur
- Lucien Frégis : un membre de l'amicale (non crédité)
- Louis Viret : le photographe de l'amicale (non crédité)
- Gianna Serra : une fille
- Régine Motte : une fille
- Lydie Muguet : une fille
- Maria-Rosa Rodriguez : Carmen, une fille
- Juliette Mills : l'infirmière (non crédité)

## Production

### Genèse et développement
Georges Lautner raconte ainsi la naissance du film : « C'est mon beau frère qui a fait le scénario qui était une adaptation de Tolstoï baptisée Résurrection. On a adapté cela en se marrant avec Audiard qui est venu posé ses dialogues. Je connaissais d'ailleurs Michel depuis longtemps, nous étions liés par un esprit commun du sens de la dérision. Notre premier film était Les Tontons flingueurs et puis nous avons développé un certain nombre de films, c'était un vrai plaisir, il était mon complice et mon confident ». Les sketches puisent aussi leur inspiration dans la nouvelle À la manière de Tolstoï de Paul Reboux et Charles Müller. Lautner s'associe ensuite au réalisateur chevronné Gilles Grangier pour élaborer le film, dont le scénario est bâti par Albert Simonin et Albert Kantof. Ils livrent une histoire en trois chapitres, dans la tradition du film à sketches comique autour d'un même thème, partagé entre plusieurs réalisateurs ; le procédé permet de composer une affiche pléthorique en combinant différents courts métrages interprétés par des acteurs populaires,. Audiard entretient une certaine nostalgie de l'époque des maisons closes.
Louis de Funès est au cœur du troisième sketch, entouré de Mireille Darc et Bernadette Lafont,. Le film apparaît à une période particulière de l'acteur, alors qu'il vient d'exploser avec Le Gendarme de Saint-Tropez et Fantomas et qu'il en prépare les suites, Le Gendarme à New York et Fantomas se déchaîne, sans compter le triomphe entretemps remporté par Le Corniaud,. Les Bons Vivants constitue son dernier film en noir et blanc, sa dernière collaboration avec Lautner et son ultime film à sketches,. Il était apparu dans des films du même principe, assemblant des sketches sur un même thème : Le crime ne paie pas (1962), Le Diable et les Dix Commandements (1962) et Les Veinards (1963),.
Début 1965, la presse corporative annonce pour le reste du film une distribution européenne, notamment Ugo Tognazzi et Jean-Claude Brialy. Ces deux autres sketches, La Fermeture et Le Procès, tournés par Grangier, sont finalement incarnés par Bernard Blier, Darry Cowl, Andréa Parisy ou encore Jean Lefebvre. Blier retrouve un rôle de tenancier de maison close, similaire à celui qu'il tenait dans Le cave se rebiffe (1961) de Grangier. En tenancière, Dominique Davray reprend un role similaire de celui de Madame Mado des Tontons flingueurs. Le film rassemble des membres habituels de la « bande à Lautner », qu'il reprend de film en film.

### Tournage
Le tournage du troisième sketch, Les Bons Vivants, par Georges Lautner, commence le 15 janvier 1965 aux studios de Billancourt. Lautner concède que « C'était Louis le moteur de l'histoire et il était assez déconnant. Au début, il est très sérieux, très digne, puis il finit par s’habiller en maquereau, mais sans rien perdre de sa distance un peu bourgeoise ». Bernadette Lafont en parle comme d'« une véritable bombe, il ouvrait la bouche et tout le monde riait ! Mais je n'étais pas impressionnée car ce n'était pas encore la star qui s'est fait connaitre dans ses grand rôles. Mireille Darc m'a plus impressionnée que Louis de Funès ! ». Mireille Darc se souvient d'« un film avec beaucoup d'improvisation. On se sentait tous très libres, on a tous déliré ». S'il se déclare souvent mal à l'aise avec les textes trop écrits ou longs, préférant user de son comique gestuel, Louis de Funès n'éprouve finalement pas de difficulté avec les dialogues précis et ardus d'Audiard,.

« Provoquer de Funès c'est un plaisir, il ne demande qu'a démarrer. On m'a souvent reprocher d'aimer les acteurs qui en faisaient trop et j'en suis fier car j'apprécie ces acteurs. On ne dirige pas De Funès, on le met en condition pour qu'il soit confiant et qu'il ait envie de nous faire rire et de nous épater. Sur le plateau l'équipe était le premier client, il était très attentif à la réaction des gens. Parfois il était un peu vicieux car comme il avait fait beaucoup de petits rôles il connaissait très bien la mécanique et il s'arrangeait toujours pour rendre une scène inutilisable quand elle ne lui plaisait pas. Il fallait qu'il arrive à un résultat complet. Dans ce cas il était content, il était un vrai perfectionniste. Cela prenait du temps et de la pellicule mais c'était jouissif. Il essayait des trucs à chaque prise. Il sentait ce qui était bon ou non. C'était passionnant de le voir chercher des choses inattendues. »

— Georges Lautner.
La production du film semble avoir été ensuite complexe, bloquée pendant plusieurs mois. Le tournage des premiers sketches ne s'achève que bien plus tard, le 27 septembre 1965. L'équipe s'est démenée pour terminer le film à temps pour coïncider avec la sortie en salles du Gendarme à New York, afin de profiter de la publicité autour de Louis de Funès. Les copies d'exploitation ne sont prêtes que le 27 octobre, la veille de la sortie.

## Exploitation et accueil

### Sortie et box-office
Les Bons Vivants sort en salles le jeudi 28 octobre 1965, un jour avant Le Gendarme à New York,. Louis de Funès avait demandé de séparer ces sorties de deux semaines pour leur donner de meilleures chances auprès du public. Les distributeurs, la SNC pour Le Gendarme à New York et les Films Corona pour Les Bons Vivants, rejettent tous deux la responsabilité sur l'autre et refusent tout décalage. Louis de Funès est alors omniprésent dans les cinémas parisiens, avec six salles pour le nouveau Gendarme, quatre pour Les Bons Vivants et toujours cinq salles pour le premier Gendarme et une pour Fantomas, ce qui agace les critiques.
Dans sa première semaine à Paris, Les Bons Vivants attire 37 224 spectateurs, soit davantage que Des pissenlits par la racine (1964), précédent Lautner-Funès, mais moitié moins que le nouveau Gendarme. À la fin de sa période d'exclusivité parisienne, le film à sketches totalise 118 557 entrées en sept semaines. Fin décembre 1965, il affiche 356 729 entrées dans tout le pays. Un an après sa sortie, il comptabilise 1 014 255 entrées.
À la fin de son exploitation en salles sur plusieurs années, Les Bons Vivants est un succès modeste avec 1 391 061 entrées en France. Pour Georges Lautner, le chiffre est supérieur à celui enregistré par sa prochaine réalisation, Galia (1966). Pour Gilles Grangier, le score est dans la lignée de celui de Train d'enfer la même année. À l'inverse, c'est l'un des résultats les plus médiocres de la période de gloire de Louis de Funès inaugurée en 1964, alors que Le Gendarme à New York approche les cinq millions et demi d'entrées et figure parmi les films les plus populaires de l'année 1965,. Ce film à sketches demeure l'un des titres les plus méconnus de Louis de Funès de son époque faste.

### Accueil critique

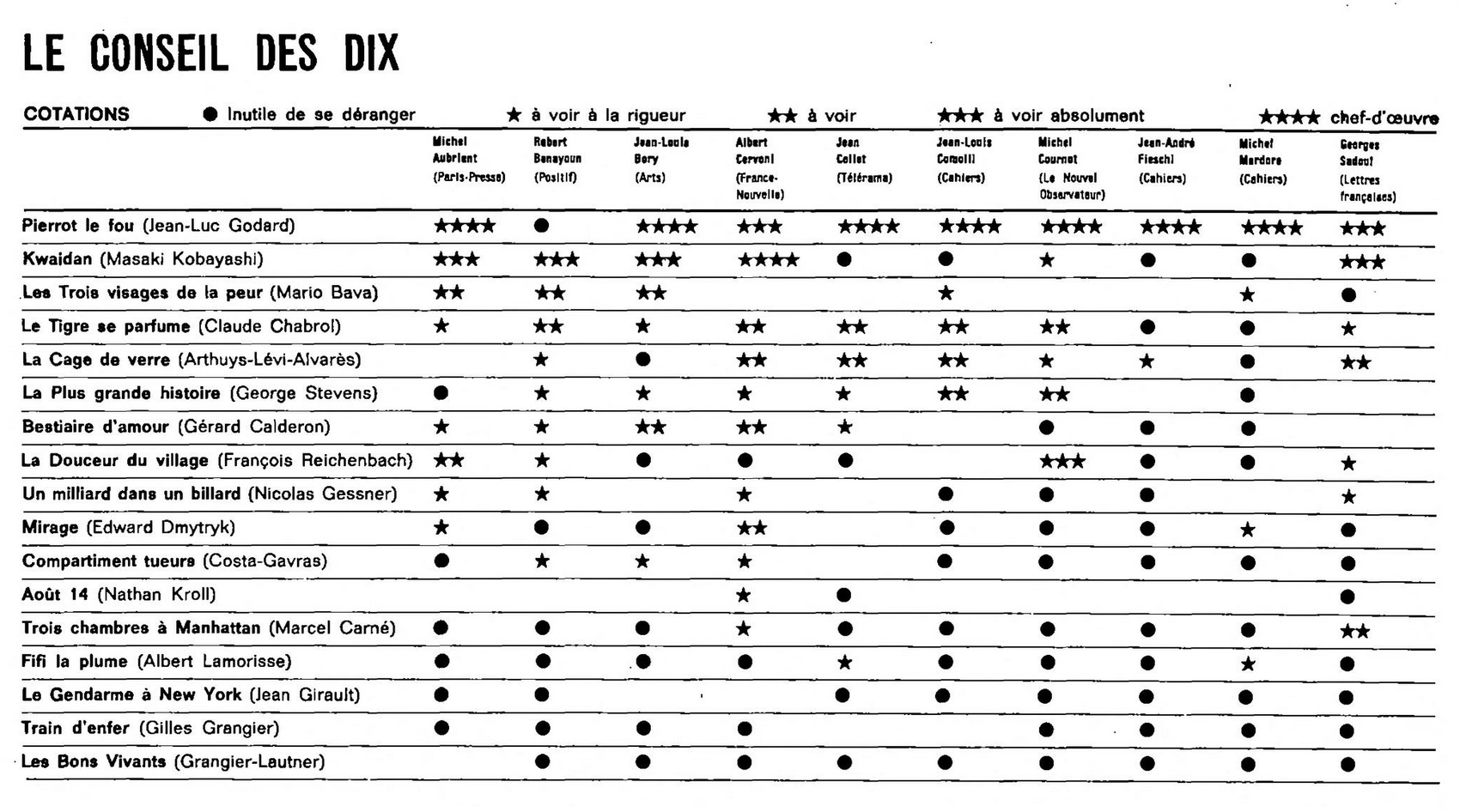
Les Bons Vivants parmi les cotations du « Conseil des dix » des Cahiers du cinéma, tous affirmant qu'il est inutile de se déranger.

Les Bons Vivants reçoit des critiques peu favorables. Les deux premiers sketches sont descendus, tandis que le troisième est légèrement mieux accueilli. Robert Chazal, fervent soutien de Louis de Funès dans France-Soir, titre « Doublé gagnant » sa critique conjointe sur Le Gendarme à New York et Les Bons Vivants, alors qu'en réalité cette omniprésence de l'acteur dans les nouveautés exaspère certains critiques. Rare défenseur du film, Louis Chauvet, dans Le Figaro  relève que « de Funès — bien secondé par Mireille Darc — augmente les motifs de bonne humeur. Il montre une drôlerie dont ses rares contempteurs devraient étudier plus sereinement le processus et reconnaître l'importance ».

« Les deux premiers sketches, La Fermeture et Le Procès, œuvres de Grangier et Simonin, ne valent pas un clou. Vulgarité de l'intention (les émois d'un patron de bordel, en 1947, lors de la fermeture des maisons de tolérance, d'une part, et l'attachement sentimental d'une putain arrivée pour la lanterne offerte jadis par ledit patron, d'autre part), nullité du texte. Le troisième, tiré de Reboux et Müller, pastiche certains contes libertins. Il démontre comment un honnête homme installe chez lui, à son insu, le lieu interdit. Ce paradoxe, pour être soutenu, exigeait des doigts de fée. Audiard et Lautner tripotent leur bétail comme des maquignons à la foire. »

— Michel Mardore, Cahiers du cinéma, décembre 1965.
Le sujet du film bouscule encore la morale de l'époque, gentiment chatouillée par Audiard, Grangier et Lautner. L'Aurore considère que « Les Bons Vivants montreront à l'étranger une France amorale et contente de l'être. Cette vision peu flatteuse que l'on donne de nous-mêmes plaira peut-être aux touristes amateurs du “Paris by night”, mais on préférerait les attirer par d'autres moyens ». Le Canard enchaîné se lamente de subir « Encore un festival de Funès. Alors là, c'est complet : on ne se contente plus de patauger dans la fantaisie laborieuse. On dégringole dans la vulgarité et on atteint le tréfonds de la bassesse ».

« Quand on en arrive à éprouver des nausées jusqu'à l'écœurement, le seul acte critique c'est de quitter la salle ! J'ai supporté stoïquement une heure de cette mélasse scabreuse que M. Dorfmann (l'un des plus dynamiques producteurs français) a payé à prix d'or à Michel Audiard : j'envie Louis Chauvet de pouvoir supporter jusqu'au bout ce déferlement d'images salaces et libidineuses, et de pouvoir informer ses lecteurs en toute sérénité, alors que tout dans un tel film retourne l'estomac le plus aguerri ! »

— Combat, 29 octobre 1965.